# Brian e Charles
Brian e Charles è un film del 2022, diretto da Jim Archer.

## Trama
Brian è uno stravagante inventore. Un giorno, sentendosi solo, decide di costruire un robot. L'automa diventa il suo miglior amico e sviluppa, col tempo, una forte indipendenza. Incuriosito dal mondo esterno, Charles sogna di poter viaggiare e scoprire nuovi luoghi. Frattanto, in paese, si sparge la voce e l'invenzione di Brian non è più al sicuro.

## Produzione
L'idea del film è tratta dall'omonimo cortometraggio, diretto sempre dallo stesso regista.
L'intera pellicola è ambientata in Galles. Il lungometraggio è stato girato nel 2020, in piena pandemia COVID-19.

## Distribuzione
Presentato al Sundance Film Festival, Brian e Charles viene distribuito, successivamente, in Italia, a partire dal 31 agosto 2022.
É presente nelle principali piattaforme streaming.

## Accoglienza
La maggior parte della critica ha giudicato positivamente il film. Sul sito MYmovies.it è stato accolto come un «classico "feel good movie" all'inglese».